# Krzanowice
Krzanowice é um município da Polônia, na voivodia da Silésia e no condado de Racibórz. Estende-se por uma área de 3,19 km², com 2 200 habitantes, segundo os censos de 2016, com uma densidade de 714,3 hab/km².